# Jean Liébault
Pour les articles homonymes, voir Liébault.
Jean Liébault (né vers 1535 à Dijon - mort 21 juin 1596 à Paris) est un médecin français, connu par plusieurs ouvrages de médecine et d'agronomie. Comme beaucoup d'auteurs de la Renaissance, il travaillait essentiellement par compilation et traduction. Ses trois sources principales sont son beau-père, l'imprimeur Charles Estienne (pour L'Agriculture et Maison Rustique 1564, à l'origine d'une lignée d'encyclopédies du jardinage célèbres), le naturaliste suisse Conrad Gesner (pour Quatre livres de secrets... 1573, sur les matières médicales distillées) et le médecin italien Giovanni Marinello (sur les maladies des femmes, sur les soins de beauté).

## Biographie
Originaire de Dijon, il vint fort jeune à Paris, et après avoir suivi quelque temps les cours du savant Louis Duret, il prit ses grades en médecine. Il pratiqua son art avec beaucoup de succès et se concilia l'amitié de ses confrères. Il était souvent présent à la cour et pendant les dernières années de sa vie, il exerça la fonction de premier physicien [médecin] auprès de Catherine de Bourbon, sœur d'Henri IV.
Il épousa Nicole Estienne, fille de Charles Estienne, imprimeur, qui le préféra à Jacques Grévin. Ce mariage n'aurait pu qu'être très avantageux à Liébault mais le revers de fortune qu'éprouva Charles Estienne rejaillit sur lui.
Jean Liébault est mort en juillet 1596, dans son étude, la chambre qu'il louait dans une maison rue aux Fèves à Paris comme l'atteste, l'inventaire des biens après décès de David Doulceur établi le 12 décembre 1596.
Cet inventaire montre que plusieurs sommes d'argent étaient dues à Jean Liébault, notamment de la part de Françoise de Clermont d'Uzès, tutrice de ses enfants, et pour des rentes, par Louise de Clermont, Comtesse de Crussol et Tonnerre ainsi que par la veuve du Chevalier Charles de Fleurigny.

## Œuvres

### Agriculture et maison rustique 1564

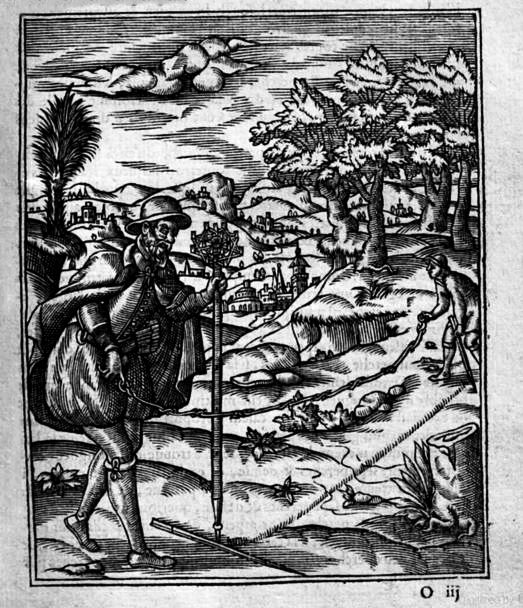
Le cinquième livre de Agriculture et la maison rustique commence par un chapitre sur L'arpantage et mesurage des terres, de quelque sorte & forme qu'elles soyent
« Tu vois en cette figure de quelle façon l'arpanteur & son ayde executent l'arpentage »

Comme beaucoup d'auteurs de la Renaissance, Jean Liébault publia plusieurs compilations et adaptations d’œuvres d'autres auteurs. Il partit ainsi de l'ouvrage agronomique en latin de son beau-père Praedium rusticum  qu'il traduisit en français et compléta. Le livre publié sous le titre de Agriculture et la maison rustique, connut un large succès puisqu'il fut réimprimé régulièrement de 1564 jusqu'au milieu du XVIIe siècle,. Il se présente comme une compilation d'écrits agronomiques antiques assortis de considérations sur le choix du fermier, sur la manière d'organiser les travaux des champs, sur les soins de santé à apporter au personnel, sur l'élevage, sur les travaux des jardins, des vergers, des près, des terres labourables, des vignes, des garennes et sur les oiseaux. Cet ouvrage encyclopédique servit de modèle à toutes les encyclopédies du jardinage des siècles suivants. Au début du XVIIIe siècle, l'ouvrage fut relancé sous le titre de La Nouvelle Maison Rustique par les soins d'un agronome, Louis Liger (1658-1717), relayé par Jean-François Bastien (1745-1824). Au XIXe siècle, c'est toute une équipe d'agronomes et praticiens qui s’attelèrent à la rédaction de La Maison Rustique du XIXe siècle dont les deux premiers volumes paraissent en 1834-1835.
Il publia aussi deux ouvrages en latin, destinés donc à des médecins ou des hommes de lettres : un compendium sur la santé et une édition des commentaires de Jacques Houllier, doyen de la faculté de Médecine de Paris sur les Aphorismes d'Hippocrate.

### Quatre livres de secrets de médecine et de philosophie chymique 1573
Comprenant tout l'intérêt de publier en français pour être compris du plus grand nombre, il donna une version française en 1573 de la deuxième partie de l'ouvrage de Conrad Gesner, Thesaurus De remediis secretis (qui ne fut pas publiée du vivant de l'auteur), sur la distillation des matières médicales, sous le titre de Quatre livres des secrets de médecine et de la philosophie chymique.
Déjà en 1554, était paru en français une traduction de la première partie de Thesaurus Euonymi Philiatri De remediis secretis, sous le titre de Trésor des remèdes secrets par Evonyme Philiastre traduit par l'érudit Barthélemy Aneau et contenant des informations très semblables sur les techniques de distillation et les indications des matières médicales distillées.
Bien que fidèle à la médecine d'Hippocrate et Galien, il indique dans la préface, tous les bénéfices que la thérapeutique peut tirer des préparations obtenues par distillation « que la résolution Chymique fait apparaître & sortir hors les forces et vertus de plusieurs médicaments, lesquelles autrement y étaient cachées, quasi ensevelies & enfermées par le mélange naturel des substances grossières avec les subtiles ».
L'ouvrage marque le début de l'usage des remèdes chimiques en France.

### Trois livres appartenant aux infirmitez et maladies des femmes, Trois livres de l'embellissement et ornement du corps humains 1582
Liébault réitéra le procédé avec deux ouvrages sur les maladies des femmes, intitulés Trois livres appartenant aux infirmitez et maladies des femmes et Trois livres de l'embellissement et ornement du corps humains, qui lui valurent le titre de « précurseur de la gynécologie » par E. Berriot-Salvadore. Les deux livres parurent en 1582, mais ni l'un ni l'autre ne reconnaissait ce que Liébault devait aux travaux d'un médecin Italien, nommé Giovanni Marinello. D'après la Biographie universelle, ancienne et moderne (1819), ces livres ne sont point des traductions de ceux de Marinello, comme on l'a prétendu car il n'est pas extraordinaire que Liébault se soit souvent rencontré avec le médecin italien, puisqu'il traitait le même sujet. Par contre pour Worth-Stylianou, c'étaient en effet des adaptations assez libres de Gli Ornamenti delle donne et Le Medicine partenenti all' infermità delle donne (parus à Venise en 1562 et 1610). Liébault ne mentionna jamais sa source et se permit d'affirmer que les versions françaises provenaient d'un texte latin dont il était l'auteur.

## Éditions des publications
1. Praedium rusticum, In Quo Cuiusuis Soli vel Culti vel Inculti Platarum Vocabula ac Descriptiones, Earumque Conseredarum atque Excolendarum Instrumenta suo Ordine Describuntur. Paris, 1554. Première édition en latin de ce qui devient L’Agriculture et maison rustique, en 1564 avec Charles Estienne[n 3]. Paris : chez Jacques du Puys, 1564, in-4°, 155 f. ; Paris : chez Jacques du Puys, 1572, 252 p. [Gallica] ; Paris : chez Jacques du Puys, 1578 [Gallica] ; 1583 et 1586, in-4°, 394 f. ; Rouen : chez Romain de Beauvais, 1602, in-4°, 394 f. ; Rouen : chez Jean Osmont, 1613, in-4°, 672 p. ; Lyon : Ve de C. Rigaud et P. Borde, 1637, in-4°, 709 p. ; Paris : N. de La Vigne, 1640, in-4°, 664 p. ; Rouen : J. Berthelin, 1641, in-4° ; Rouen : C. Malassis, Impr. de D. et P. Geoffroy, 1658, in-4° ; Lyon : J. Carteron, 1653, in-4°, 709 p. ; Lyon : J. Olier, 1659, in-4°, 574 p. ; Rouen : Maurry, 1665-1666, in-8o, 672 p. ; Rouen : chez la Ve de G. Machuel et chez la Ve de Pierre de La Motte, 1676, in-4°, 672 p. ; Lyon : A. Molin, 1680, in-4°, 658 p. ; Lyon : chez Jean et Claude Carteron, 1680, in-4° ; Lyon : chez Laurent Meton, 1680, in-4° ; Lyon : C. Carteron et C. Amy, 1689, in-4°, 658 p. ; Rouen : chez Jean-Baptiste Besongne, 1698, in-4°, 672 p. ; Lyon : André Laurens, [1702], 677 p[n 4]. ;
2. Thresor des remedes secrets pour les maladies des femmes. Pris du latin & faict François, Paris : chez Jacques du Puys, la Samaritaine, 1585.
3. Quatre Livres des Secrets de Medecine et de la Philosophie Chymique. Esquels sont descrits plusieurs remèdes singuliers pour toutes les maladies tant internes qu'externes du corps humain. Ensemble la manière de distiller eaux, huiles, quintessences de toutes sortes de matières, preparer l'antimoine et la poudre de Mercure, faire les extractions.... Traduits du latin (de Gasp. Wolf), Paris, 1575, 1579, 1582, in-8o ; Lyon : chez Benoist Rigaud, 1593, 1595 ; Rouen, 1628, 1645, même format[n 5].
4. Thesaurus sanitatis pirtitu facilis. sêlectas ex vdfiis auctori bus. etc., Paris, 1577, in-16 ; 2e édition, revue et augmentée, par A. Scribonius, Francfort, 1578, in-8o
5. Scholia in Jac. Hallerii commetitaria in libr. 1 Aphorismorutn Hippocratis, Paris, 1579, in-8o ; il y a plusieurs autres éditions
6. De sanitate, fœcunditdte et mardis mulierum, ibid., 1582, in-8o, traduit en français : Trois livres de la santé, fécondité et maladies des femmes, Paris, 1582, in-8o
7. De cosmetica seu ornalîi et decoratione, etc., Paris, 1582, in-8o ; traduit en français sous ce titre : Trois livres de l'embellissement et ornement du corps humain, Ibid., 1582, in-8o[n 6]

Antoine du Verdier attribue encore à Liébault le Trésor et remède de la vraie guérison de la peste, avec plusieurs déclarations dont elle procède, Lyon, in-8o ; et Pierre Bayle : De prœcavendis curandisque vénéras.